# Vidas de los personajes literarios y científicos más eminentes

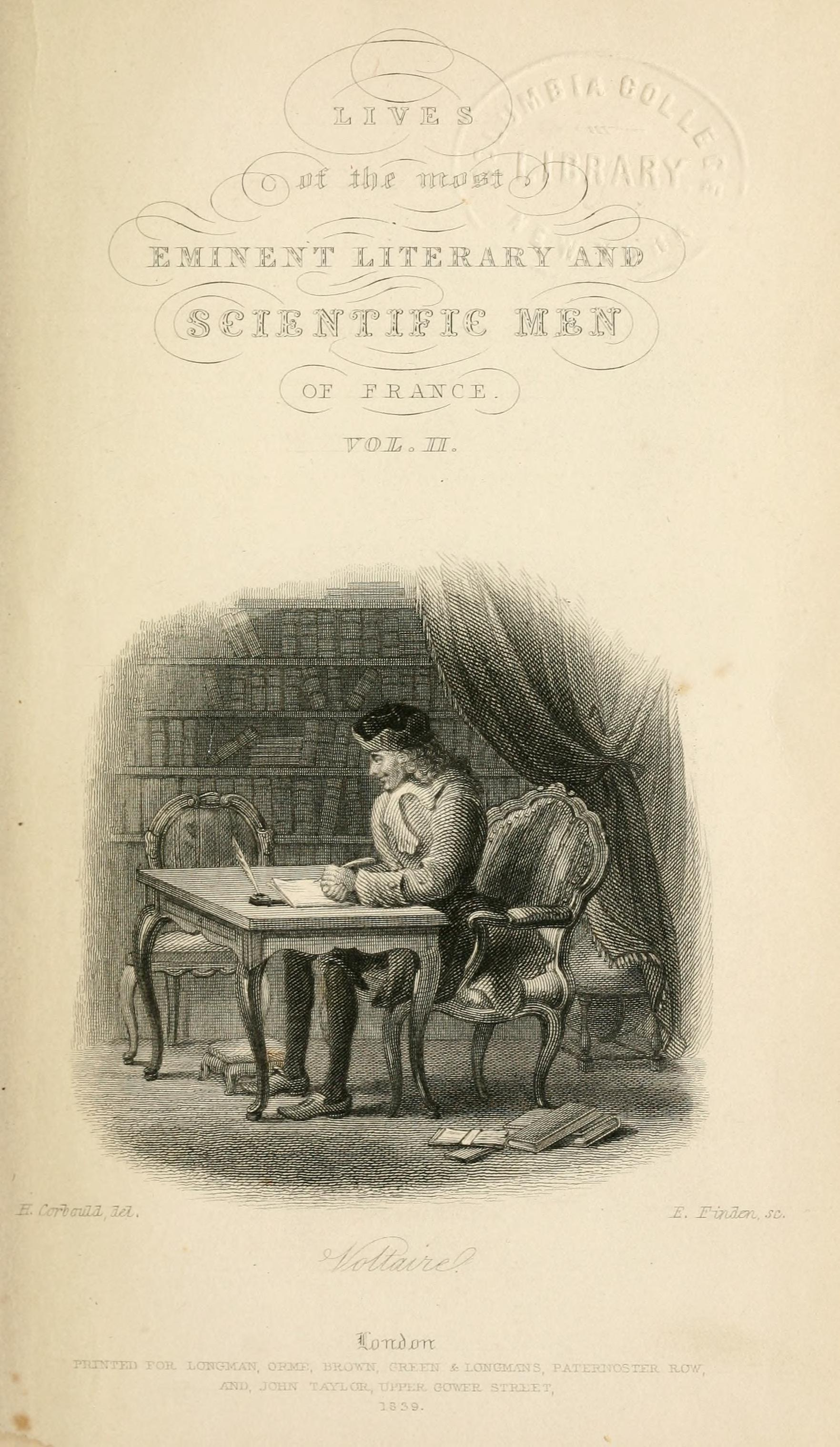
Primera página del segundo volumen de Vidas de los Personajes Literarios y Científicos más Eminentes de Francia (1838).

Las Vidas de los personajes literarios y científicos más eminentes fueron cinco volúmenes incluidos en la enciclopedia de 133 tomos de Dionysius Lardner Cabinet Cyclopaedia (1829–46). Dirigida a la clase media autodidacta, la enciclopedia fue escrita durante la revolución literaria ocurrida en Gran Bretaña durante el siglo XIX, la cual alentó a más personas a cultivar el hábito de la lectura.
Las Vidas formaron parte del Gabinete de Biografías en la Cabinet Cyclopaedia. La versión en tres volúmenes de Vidas de los personajes literarios y científicos más eminentes de Italia, España y Portugal (1835–37) y la de dos volúmenes de Vidas de los personajes literarios y científicos más eminentes de Francia (1838–39) consisten en biografías de escritores y pensadores importantes desde el siglo XIV al XVIII. La mayor parte de estas fueron compuestas por la escritora del Romanticismo Mary Shelley. Las biografías de Shelley la muestran como una autora profesional, contratada para crear varios tomos y recibiendo una alta suma de dinero por ello. Su extensivo conocimiento de historia e idiomas, su habilidad de relatar las biografías en una narrativa apasionante, y su interés en el campo creciente del feminismo se ven reflejados en las obras.
En algunas ocasiones, Shelley sufría complicaciones al buscar suficientes fuentes para las biografías, por lo que debía escribirlas con menos recursos, particularmente para las Vidas de España y Portugal. Escribía en un estilo que combinaba fuentes secundarias, memorias, anécdotas, y sus propias opiniones. Sus puntos de vista políticos son más obvios en las Vidas de Italia, donde apoya el movimiento por la independencia italiana y promueve la doctrina republicana. En las Vidas francesas representa a las mujeres con empatía, explicando sus restricciones políticas y sociales y argumentando que «las mujeres podrían ser miembros productivos de la sociedad con educación y oportunidades sociales apropiadas».
Las Vidas no atrajeron suficiente atención por parte de la crítica, por lo que no fueron un gran éxito de ventas. Sin embargo, se vendió un número elevado de copias, llegando a circular más versiones de las Vidas que de las novelas de Mary Shelley. Algunos de los volúmenes han sido reproducidos ilegalmente en los Estados Unidos, ya que fueron elogiados por el poeta y crítico Edgar Allan Poe. Debido a que las biografías escritas por Mary Shelley no se han vuelto a imprimir hasta 2002, estas han comenzado a apreciarse recientemente.

## Cabinet Cyclopaediade Lardner

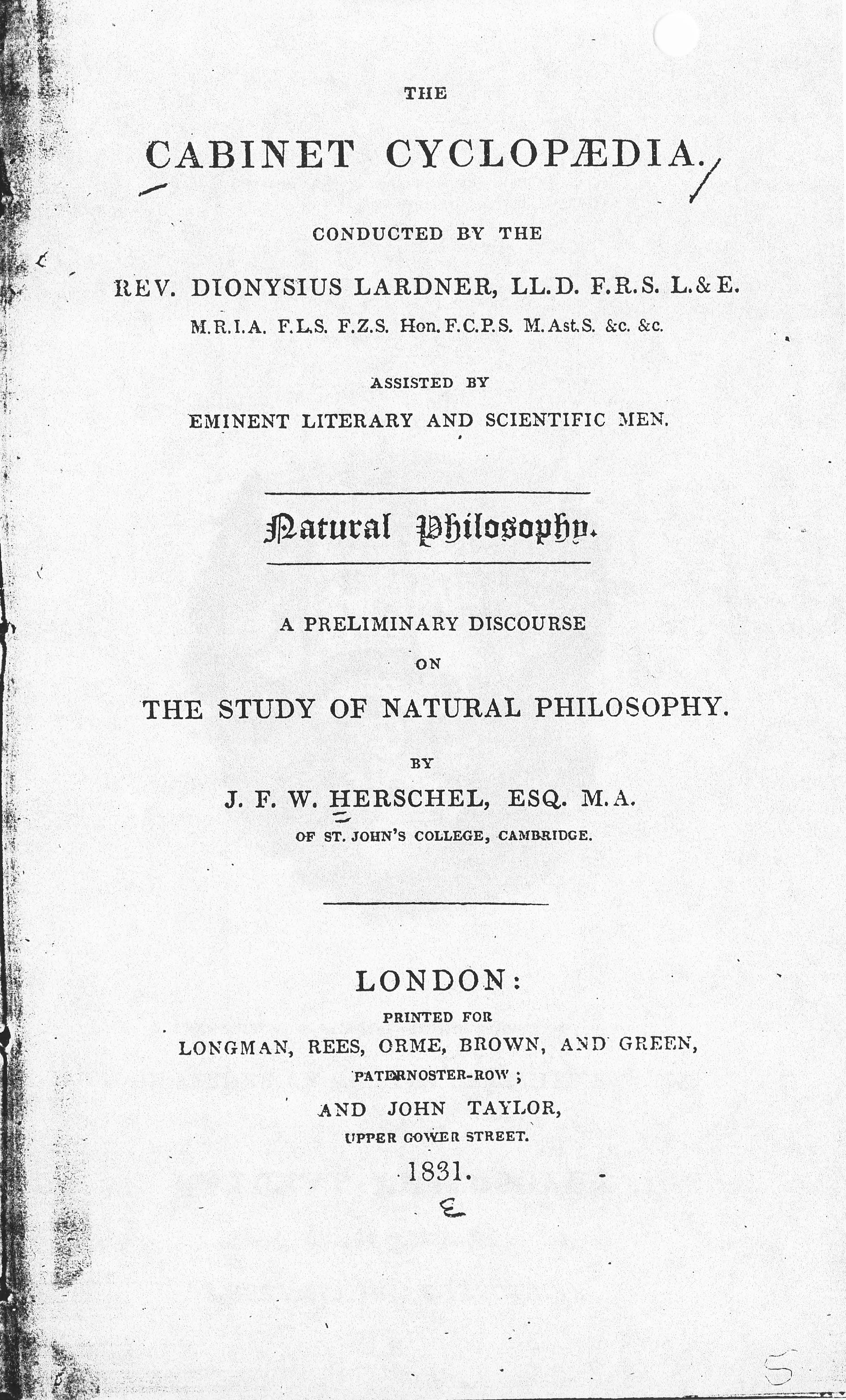
Primera página de un volumen de Cabinet Cyclopaedia de Lardner: Un discurso preliminar en el estudio de la filosofía natural, por J. F. W. Herschel.

Durante el primer cuarto del siglo XIX, la literatura enciclopédica se convirtió en una porción importante del mercado de libros: «era la época de las bibliotecas familiares». En su artículo en la Cabinet Cyclopaedia, Morse Peckham escribe que esta «revolución de la alfabetización fue en parte el resultado de la difusión de las ideas liberales de la Revolución francesa, y en parte por el deseo de combatir aquellas ideas enseñándole a leer la Biblia y tratados religiosos a los pobres. Tuvo un efecto en la sociedad moderna tan profundo como las revoluciones industriales y agrícolas». La obra de Dionysius Lardner Cabinet Cyclopaedia, publicada entre 1829 y 1846, fue una de las más exitosas de estas iniciativas, las cuales también incluyeron a la Biblioteca familiar de John Murray y las publicaciones de la Sociedad para la Propagación del Conocimiento Útil. Aunque estaban destinados al «lector promedio», estos libros fueron dirigidos específicamente a la clase media en lugar de a las masas: cada volumen costó seis chelines, imposibilitando la compra por parte de las clases más humildes. Las publicidades de la Cyclopaedia describen a la audiencia esperada como «mercaderes, comandantes, familias, y parejas recién casadas». El prospecto asegura a sus lectores que «no se ha admitido nada en las páginas de la Cabinet Cyclopaedia que pudiese tener la más remota tendencia a ofender al público o a la moral privada. Mejorar el cultivo de la religión y la práctica de la virtud debe ser el principal objetivo de los que deseen alimentar su mente».
La serie se dividió en cinco «Gabinetes»: arte y manufactura, biografía, historia, historia natural y filosofía natural. Las publicidades anunciaban dichas temáticas cubriendo «todas las divisiones usuales del conocimiento que no son de un tipo técnico ni profesional». A diferencia de otras enciclopedias de la época, la Cabinet Cyclopaedia de Lardner ordenó sus artículos por sus temas en vez de por orden alfabético. La serie finalmente contuvo sesenta y un títulos en 133 volúmenes, dándole a sus clientes la opción de comprar los tomos por separado o la obra completa. El primer volumen fue publicado en diciembre de 1829 por Longman, Reese, Orme, Browne, Greene, y John Taylor. Treinta y ocho autores identificados contribuyeron (otros permanecen sin identificación); siendo Mary Shelley la única mujer y la octava escritora más productiva.
El Reverendo Dr. Dionysius Lardner, un profesor de ciencia en la University College de Londres, comenzó la Cabinet Cyclopaedia en 1827 o 1828. Los autores que contribuyeron a los tomos trataron el espectro político e incluyeron varias novedades de la época. James Mackintosh, Walter Scott, Thomas Moore, y Connop Thirlwall escribieron historias; Robert Southey escribió biografías navales; Henry Roscoe escribió biografías legales; John Herschel escribió sobre astronomía y sobre la filosofía de la ciencia; August de Morgan escribió sobre matemática; David Brewster escribió sobre óptica; y el mismo Lardner escribió sobre matemática y física. Los autores recibían, por lo general, £200 por cada volumen, aunque algunos eran remunerados mejor que otros. Por ejemplo, el poeta irlandés Thomas Moore fue contratado para escribir la historia de Irlanda en dos volúmenes, recibiendo £1.500. Una de las razones por las que el proyecto tuvo problemas puede haber sido que se les otorgó demasiado dinero a los escritores más famosos. Peckham especula que la razón por la cual varios de los escritores reconocidos listados en el prospecto jamás participaron, fue por los problemas financieros del proyecto. Los diecinueve autores sustitutos fueron, según él, «en el momento y subsecuentemente un grupo mucho menos distinguido que el que había anunciado Lardner originalmente».
Los libros fueron relativamente costosos de imprimir, debido a las ilustraciones de Corbould y Finden, las imágenes para los tomos de ciencias, y el uso de la casa de impresiones de Spottiswoode. Para bajar costos, los editores decidieron utilizar pocas impresiones y márgenes estrechos. Aproximadamente fueron impresas cuatro mil copias de la primera edición de los primeros volúmenes, pero la impresión probablemente decayó a 2500 luego de que las ventas no crecieron después de 1835. Cuando quedó claro que los tomos no se venderían bien, fueron enviadas menos copias y las publicidades se redujeron. El interés de Lardner en el proyecto también pareció haber menguado, ya que le prestó menos atención a sus tratos de negocios. Sin embargo, algunos volúmenes de Cabinet Cyclopaedia permanecieron en la imprenta hasta 1890.
Debido a la popularidad de las enciclopedias a principios del siglo XIX, la Cabinet Cyclopaedia no recibió la suficiente atención de la crítica como para convertirse en uno de los libros mejor vendidos. A menudo las críticas eran «superficiales». Sin embargo, algunos lectores individuales recibieron atención. Moore, por ejemplo, apareció en la portada de la Literary Gazette por su historia de Irlanda. Los tomos de Shelley recibieron doce críticas en total, un buen número, pero «su nombre nunca se explotó del todo» en el proyecto; no se sabe si esto fue debido a ella o a Lardner. No obstante, Peckham escribe que «la Cyclopaedia como un todo fue una obra distinguida y digna de valorarse», y algunos de sus volúmenes individuales adquirieron fama.

## Contribuciones de Mary Shelley

Mary Shelley escribió en su biografía de Machiavelli que «no hay tarea literaria más encantadora que justificar a un héroe o un escritor que ha sido tergiversado o presentado incorrectamente». (Retrato de Richard Rothwell, 1839–40).

Escrito durante la última década productiva de la carrera de Mary Shelley, sus contribuciones abarcan casi tres cuartos de los cinco volúmenes y la muestran como una escritora profesional. Demuestran su conocimiento de diferentes idiomas y de investigación histórica durante varios años, su habilidad de relatar utilizando una narrativa apasionante, y su interés en el creciente campo del feminismo. Ella «escribió con varios libros a mano; leyendo (o volviendo a leer) algunos, consultando otros, abreviando y seleccionando material para realizar sus propias contribuciones». Shelley combinó fuentes secundarias con memorias y anécdotas e incluyó sus propias opiniones, un estilo biográfico popularizado por el crítico del siglo XVIII Samuel Johnson en su obra Vidas de los poetas ingleses más eminentes (1779–81). Describe esta técnica en su «Vida de Metastasio»:

Es de pasajes como éstos, intercalados en sus cartas, que podemos recolectar al peculiar personaje que es el hombre – y el hecho de ser lo que lo convirtió en el individuo que era. Así, el Dr. Johnson en el final de la biografía recomienda relatar el minuto a minuto, con detalles característicos, como algo esencial en este estilo de historias; para seguir lo que ha sido el objeto de deseo de la escritora de estas páginas.

Las teorías de William Godwin de estilo al escribir biografías influenciaron significativamente el estilo de Shelley. Su padre creía que la biografía debería narrar la historia de una cultura, además de tener una función pedagógica. Shelley sentía que sus obras no ficticias eran mejores que las ficticias, escribiéndole en 1843 el editor Edward Moxon: «Preferiría el trabajo más tranquilo, dedicándome menos a los otros trabajos—como mis vidas para la Cyclopedia—y lo que creo que es mucho mejor que el romance».
En el siglo XVIII comenzó a emerger un nuevo tipo de narración de datos históricos, tal como la Historia de Inglaterra de David Hume (1754–63). Cansados de las historias tradicionales que solo resaltan la parte militar y monárquica, Hume y otros hicieron hincapié en el comercio, las artes y la sociedad. Combinado con la expansión de la sensibilidad a finales del siglo XVIII, esto «produjo un interés histórico sin precedentes en lo social, lo interior y particularmente el ámbito del afecto». Estos tópicos y este estilo explícitamente invitaban a las mujeres a la discusión de la historia tanto como lectoras como escritoras. Sin embargo, ya que esta nueva historia subordinaba la esfera privada a la pública, las escritoras llevaban los «elementos sentimentales y privados» al centro del estudio histórico. De esta manera, discutían la relevancia política de las mujeres, diciendo, por ejemplo, que la empatía de las mujeres por aquellos que sufrían las capacitaba para hablar para grupos marginalizados, tales como los esclavos o los pobres.
Shelley puso en práctica esta forma de narración de historias feminista. La composición de biografías se suponía que era, según ella, «una especie de clase en donde se enseña la filosofía de la historia» y para dar «lecciones». Estas lecciones consistían, más frecuentemente, de críticas a las instituciones dominadas por los hombres, tales como los derechos de los primogénitos. También elogia a las sociedades que son progresivas con respecto a las relaciones de los géneros; escribió, por ejemplo, «no hubo difamación por parte de los italianos del Renacimiento a los logros de las mujeres... Mientras que el aprendizaje abstruso era una moda entre los hombres, eran felices de encontrar en sus amigas del sexo opuesto mentes educadas para compartir sus opiniones».
Shelley estaba particularmente interesada en mostrar el lado privado y doméstico de la historia de la política al público. Enfatiza el romance, la familia, la empatía y la compasión en las vidas de las personas a las que describe. Esto se ve particularmente en sus ensayos sobre Petrarca y Vincenzo Monti. Su creencia de que estas influencias domésticas beneficiarían a la sociedad, y de que las mujeres podrían estar al frente de ellas, une su enfoque con los de otras historiadoras feministas, tales como Mary Hays y Anna Jameson. Shelley argumenta que la mujer posee una «virtud característica» en su habilidad de entenderse con los demás y debería utilizar esta capacidad para mejorar la sociedad. Critica a Jean-Jacques Rousseau, por ejemplo, por haber abandonado a sus hijos en un hospital, denunciando su «egocentrismo masculino» asociado con su filosofía: una crítica similar a la que hace de Victor Frankenstein en Frankenstein (1818).
A diferencia de la mayor parte de sus novelas, cuyas copias impresas fueron solo de cientos, las impresiones de Vidas de aproximadamente cuatro mil por cada volumen se convirtieron, según las palabras de un historiador, en «una de sus intervenciones políticas más influyentes». Sin embargo, las biografías de Shelley no han sido totalmente apreciadas hasta los años recientes. Las Vidas no fueron vueltas a imprimir hasta 2002, y se ha estudiado poco de ellas por una tradición crítica que «las desprecia por haber sido un trabajo realizado en forma rápida para pagar deudas».

## Vidas de los personajes literarios y científicos más eminentes de Italia, España y Portugal
La versión en tres tomos de Vidas de los personajes literarios y científicos más eminentes de Italia, España y Portugal contiene numerosas biografías de escritores y pensadores desde el siglo XIV hasta el XVIII. El primer volumen fue publicado el 1 de febrero de 1835, el segundo el 1 de octubre del mismo año, y el tercero el 1 de noviembre de 1837. Una versión ilegal de los primeros dos volúmenes fue publicada en los Estados Unidos por Lea y Blanchard en 1841.

### Vidas italianas
Las Vidas italianas constituyen los primeros dos volúmenes de Vidas de los personajes literarios y científicos más eminentes de Italia, España y Portugal. El poeta, periodista, e historiador literario James Montgomery escribió las biografías de Dante, Ariosto, y Tasso. El historiador científico Sir David Brewster contribuyó con la de Galileo. Mary Shelley relató las restantes: Petrarca, Boccaccio, Lorenzo de Médici, Marsilio Ficino, Giovanni Pico della Mirandola, Angelo Poliziano, Bernardo Pulci, Luca Pulci, Luigi Pulci, Cieco Da Ferrara, Burchiello, Bojardo, Berni, Nicolás Maquiavelo, Francesco Guicciardini, Vittoria Colonna, Guarini, Chiabrera, Alessandro Tassoni, Marino, Filicaja, Metastasio, Goldoni, Vittorio Alfieri, Monti, y Ugo Foscolo. Aunque hay cierta confusión sobre quién compuso dichas biografías, el editor más reciente de las Vidas, Tilar Mazzeo, nota que Shelley clamó autoría de todas ellas y reconoció a Montgomery y a Brewster como escritores de las otras en sus cartas.
Shelley comenzó las Vidas italianas el 23 de noviembre de 1833 y en diciembre ya trabajaba en forma metódica: escribía las Vidas por la mañana y leía novelas y memorias por la noche. Añadió la revisión de su novela Lodore (1835) y el chequeo de sus pruebas a esta agenda ya cargada. Trabajó en las Vidas italianas por dos años y recibió, probablemente, £140 por cada tomo. En la época que comenzó a trabajar en las Vidas, Shelley había pasado veinte años estudiando a los autores italianos y había vivido en Italia durante cinco años. Sus principales fuentes para las biografías fueron memorias en primera persona y literatura de los autores, asistidas por obras realizadas por historiadores. Shelley había obtenido mucha información de los autores en Italia cuando había investigado para su novela histórica Valperga (1823); el resto lo obtuvo de sus propios libros y de los de su padre, el filósofo William Godwin. Tenía un acceso limitado a los libros en aquella época, ya que debía restringirse a los que eran propios y que podía tomar prestados de sus amigos. Shelley copió secciones de algunas de aquellas obras en una forma que hoy se catalogaría como plagio, pero, como explica Mazzeo, debido a que las convenciones de propiedad intelectual y derechos de autor eran muy diferentes en el siglo XIX, la práctica de Shelley era muy común y no se consideró poco ética. Escribe que «Los objetivos de Mary Shelley en las Vidas italianas eran los de reunir lo que había sido dicho por aquellos autores y sobre ellos e infundir el trabajo con sus propias opiniones sobre su interés y credibilidad».
Para complementar sus fuentes impresas, Shelley entrevistó a Gabriele Rossetti y a otros italianos expatriados en Londres para las biografías modernas. Mazzeo escribe que «sus vidas de los poetas contemporáneos italianos – Alfieri, Monti y Foscolo – son incuestionablemente las más personales e inspiradas de los dos volúmenes». De todos los volúmenes de la Cabinet Cyclopaedia en que contribuyó Mary Shelley, Vidas italianas es, según la editora Nora Crook, el «más claramente político». Shelley tenía amigos que habían sido exiliados italianos y era partidaria del Risorgimento; revela su republicanismo describiendo a Maquiavelo como un patriota. Continuamente elogia a los escritores que se resisten a la tiranía «cultivando una virtud privada y la paz interior». En el primer volumen de las Vidas italianas su meta principal era presentar a los escritores italianos menos conocidos a los lectores ingleses y construir la reputación de los que ya eran famosos, reflejando el punto de vista que expresó en su libro de viajes Rambles in Germany and Italy (1844): «La literatura italiana ocupa, en el presente, un lugar muy importante en Europa. Si los escritores son menos numerosos, son iguales en genialidad, y en gusto moral sobrepasan a Francia e Inglaterra».

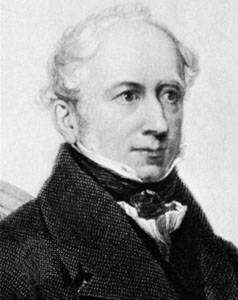
James Montgomery (1771–1854).

Shelley específicamente trató temas políticos en su biografía de la poetisa del siglo XVI Vittoria Colonna, resaltando sus logros literarios, su «virtud, talento y belleza» y su interés en la política. Sin embargo, Shelley fue cuidadosa al describir las virtudes femeninas en su contexto histórico a través de las Vidas italianas. Por ejemplo, su análisis del sistema cavalier servente en Italia, el cual le permitía a las mujeres casadas tener amantes, estaba basado en la comprensión de que varios matrimonios de la época no habían sido por amor, sino por beneficios económicos. Se negó a acusar a alguna mujer particular por lo que veía como fallas de un sistema mayor.
Se ha escrito poco acerca de las contribuciones de Montgomery o Brewster. Según Mazzeo, las biografías de Montgomery, las cuales muestran una imagen del personaje e incorporan material autobiográfico, están escritas en «una forma apartada del tema, aunque no por ello poco comprometida con el mismo». Se basa menos en hechos concretos, aunque identifica sus fuentes, y se muestra más interesado en trazar «similitudes entre la literatura italiana e inglesa». Brewster incluye descripciones de experimentos científicos del siglo XVI en su biografía de Galileo, además de información sobre otros filósofos naturalistas del Renacimiento. Según Mazzeo, «la piadosa religiosidad de Brewster influye en el trabajo y sus opiniones».
Fueron distribuidas noventa y ocho copias revisadas de los primeros dos tomos, obteniendo cinco críticas. Algunas de ellas eran simplemente publicidades cortas para la Cabinet Cyclopaedia. Mazzeo escribe que «los comentarios sobre ambos volúmenes eran mixtos y contradictorios, pero por lo general positivos; el estilo de la prosa, la organización y el uso de materiales referenciados eran los puntos más identificados de las discusiones». El primer volumen fue criticado por su poca organización; con el segundo se pulieron las fallas. Los críticos no se pusieron de acuerdo en el valor de las fuentes primarias ni en la elegancia del estilo de la escritura. El periódico londinense Monthly Review publicó la crítica más considerable y extractos de los volúmenes, escribiendo que «no debemos analizar el volumen como un todo», protestando sobre que presentaba hechos y fechas sin un contexto claro. Sin embargo, el crítico elogió dos de las biografías de Mary Shelley: Petrarca y Machiavelli. Según Mazzeo, el crítico «nota, en particular, sus esfuerzos al cuestionar los hechos convencionales sobre Machiavelli regresando a los materiales autobiográficos y la califica como original en este punto». La revista Graham's Magazine, en un artículo redactado posiblemente por su coeditor Edgar Allan Poe, criticó positivamente la versión ilegal americana.

### Vidas españolas y portuguesas
Las Vidas españolas y portuguesas constituyeron el tercer tomo de Vidas de los Personajes Literarios y Científicos más Eminentes de Italia, España y Portugal. Exceptuando la biografía de Ercilla, cuyo autor es desconocido, Mary Shelley compuso todas las entradas de este volumen: Boscán, Garcilaso de la Vega, Diego Hurtado de Mendoza, Luis de León, Herrera, Sa de Miranda, Jorge de Montemayor, Castillejo, Cervantes, Lope de Vega, Vicente Espinel, Esteban de Villegas, Góngora, Quevedo, Calderón, Ribeyro, Gil Vicente, Ferreira, y Camoens.
Durante los dos o tres años que Mary Shelley pasó escribiendo las Vidas españolas y portuguesas, entre 1834 y 1837, compuso también una novela, Falkner (1837), luego del fallecimiento de su padre, William Godwin, comenzó una biografía suya, y se mudó a Londres luego de que su hijo, Percy Florence Shelley, ingresase en el Trinity College de  Cambridge. Tuvo más dificultades con estas Vidas que con las biografías de los otros volúmenes, según relató en una carta a su amiga Maria Gisborne: «Estoy por escribir un tomo de vidas portuguesas y españolas. Es una tarea ardua, debido a mi propia ignorancia y a la dificultad para conseguir libros e información». Según Lisa Vargo, una editora reciente de Vidas españolas y portuguesas, era difícil que los libros españoles se exportasen a Inglaterra y no se sabe de dónde obtuvo Shelley finalmente la información. Sin embargo, Shelley terminó una quejumbrosa carta a otro amigo diciendo: «Lo mejor es que cada objeto que me causa dificultades se vuelve interesante; las huellas en caminos desconocidos y otras cosas que no se saben. Desearía poder ir a España». Mientras vivía en Harrow, se negaba a ir a la Biblioteca Británica en Londres, escribiendo: «No iré si puedo evitar hacerlo; no me gusta verme como un pájaro perdido entre hombres extraños como un personaje asimilado por sus propios medios». En aquella época, la Biblioteca Británica tenía mesas especiales para mujeres en la sala de lectura. Mientras que algunos historiadores ven su negación de trabajar allí en un marco de sus «protestas feministas», otros lo ven como un «asunto de comodidad y funcionalidad», ya que las salas de lectura eran «ruidosas, mal iluminadas y pobremente ventiladas». Los continuos problemas de Shelley para encontrar fuentes derivaron en que las biografías se basaron en relativamente pocos trabajos. Sin embargo, Vargo escribe que «siempre hay un sentido de una mente comprometida e inteligente eligiendo lo que debería ser incluido, lo que parece más apropiado». Shelley tendía a focalizarse en obtener escritos de personas que habían conocido a los autores, y cuando las traducciones de sus obras eran imposibles para el bolsillo de los pobres, proveía las suyas propias.
Las biografías de Shelley comienzan describiendo al autor, ofreciendo ejemplos de sus escritos en el idioma original y en las traducciones, finalizando con una síntesis de sus «virtudes y defectos». También discute los problemas de escribir biografías, narrándolas en un diálogo escrito con las teorías de su padre, ya fallecido. En De Historia y Romance, Godwin había escrito que para el genio, «No me contento con simplemente observar a un hombre en el escenario público, debería seguirlo hasta su hogar. Allí vería al amigo y al padre de familia, además del patriota». Shelley y Godwin habían visto los efectos negativos de esta forma de narración cuando Godwin publicó Memoirs of the Author of A Vindication of the Rights of Woman (1798), su biografía de la madre de Shelley, Mary Wollstonecraft. Su franca descripción de las aventuras amorosas de Wollstonecraft y sus intentos de suicidio sorprendieron al público y hundieron su reputación. Shelley critica estas técnicas en sus biografías, preocupada de que sus obras derivarían en «locuras». Incluso la preocupaba más la ausencia de información sobre un escritor en particular, lo cual podría interpretarse como una evidencia de lo insignificante que este era.
En general, las Vidas españolas, según Vargo, «cuentan una historia de la supervivencia de la independencia moral y del genio pese a la opresión de las instituciones públicas, tanto en forma individual como nacional». Shelley argumenta que la literatura de España está relacionada directamente con la política y busca inspirar a sus lectores resumiendo una literatura nacional que regresa a la época de Lucano, el cual representa las mejores características de la identidad española: la originalidad, la independencia, el entusiasmo y la seriedad.

## Vidas de los personajes literarios y científicos más eminentes de Francia
La versión en dos tomos de Vidas de los personajes literarios y científicos más eminentes de Francia incluye las siguientes biografías escritas por Mary Shelley: Montaigne, Corneille, Rochefoucauld, Molière, Pascal, Madame de Sévigné, Boileau, Racine, Fénelon, Voltaire, Rousseau, Condorcet, Mirabeau, Madame Roland, y Madame de Staël. Rabelais y La Fontaine no tienen un autor identificado. Shelley fue la única escritora en trabajar en la Cabinet Cyclopaedia de Lardner en darle lugar a las biografías sobre mujeres. En estos tomos, «extendió la definición de “eminentes hombres literarios” no solo al incluir a dos mujeres, sino también por su elección de un cuarteto de personalidades revolucionarias francesas que fueron actores políticos, más que escritores: Condorcet y Mirabeau, Mme Roland y Mme de Staël». Como explica Clarissa Campbell Orr, una editora reciente de las Vidas francesas, esta elección «representa un intento en conjunto de disociar los primeros ideales de la Revolución francesa de su subsecuente extremismo y del derramamiento de sangre».
Mary Shelley trabajó en las Vidas francesas desde el final de 1837 hasta mediados de 1839 y recibió £200 luego de terminar de escribirlas. No tuvo otros proyectos que ocupasen su tiempo y los materiales que utilizó como fuentes eran fácilmente accesibles; incluso se suscribió a una biblioteca circulante para adquirir libros. Le escribió a su amigo Leigh Hunt sobre el proyecto, diciendo «Estoy escribiendo biografías de franceses. Las españolas me interesaron mucho, y estas no tanto, pero es un trabajo agradable. Moderar la imaginación y reemplazarla a un grado menor es muy necesario».
Mary Shelley hablaba francés y conocía la literatura francesa de los siglos XVII y XVIII. Aunque fueron diferentes de sus trabajos anteriores, las biografías aún son consideradas como obras altamente personales y contienen elementos autobiográficos. Orr escribe que son «la culminación de su trabajo para Lardner, y representan la fase final de una visión sostenida de cuatro obras. Pocas mujeres británicas en la década de 1830 podrían haber comandado esta empresa, escribiendo de manera tan confidente sobre cuatro culturas nacionales distintas». Orr compara a Shelley con otras escritoras e historiadoras del siglo XIX tales como Lady Morgan, Frances Trollope, Anna Jameson, y Agnes y Eliza Strickland. La evaluación de Shelley de la literatura francesa no fue tan generosa como la que había tenido hacia la italiana. Criticó su artificialidad, por ejemplo. Sin embargo, las biografías están «escritas en una narrativa llena de energía y en un tono agradable». A menudo incluía sus propias traducciones y se focalizaba en temáticas similares con las de su propia vida.
Las Vidas francesas le proveyeron a Shelley una forma de reconocer a las mujeres que incursionaron en el mundo de la literatura. En su descripción de la vida de Madame de Sévigné, Shelley elogia «su casta viudez; su lealtad como amiga; y su devoción maternal». Sin embargo, Orr escribe que es difícil encontrar un patrón basándose en la forma en que Shelley trata las problemáticas del género en los libros. Argumenta: «el “feminismo” más consistente demostrado a través del segundo volumen de las Vidas francesas miente en su examen de las actitudes de los franceses en el amor, el matrimonio y la sexualidad». Shelley, empáticamente, retrata a varios hombres como infieles, explicándolo en el contexto de los matrimonios arreglados en Francia. En síntesis, Orr explica que «la empatía histórica de Shelley hacia las variadas circunstancias de las relaciones de las mujeres reflejan su práctica personal de la comprensión asistiendo a aquellas amigas que habían transgredido las normas morales». Las biografías de Roland y Staël hacen hincapié en sus habilidades y en las fuerzas sociales que las ayudaron, pero también las perjudicaron, en su camino hacia el éxito. Shelley argumenta que las mujeres son tan capaces intelectualmente como los hombres, pero carecen de suficiente educación y se ven atrapadas por los sistemas sociales tales como el matrimonio, que restringen sus derechos. El énfasis que Shelley pone en la educación y la lectura reflejan la influencia de la obra de su madre A Vindication of the Rights of Woman (1792). En estas dos biografías, Shelley refuerza los papeles contemporáneos de los géneros, mientras que al mismo tiempo celebra los logros de aquellas mujeres. Describe a Roland a través de los roles femeninos tradicionales:

Era la amiga de su esposo, su compañera; temerosa de las tentaciones del mundo, se entregó a las labores; pronto se volvió absolutamente necesaria para él en todo momento, y en todos los incidentes de su vida; su ayuda se veía así sellada; ahora y entonces causó un suspiro; pero el sentido de las tareas la reconcilió con cualquier inconveniente.

Sin embargo, Shelley también defiende las acciones «poco femeninas» de Roland, argumentando que eran beneficiosas para la sociedad francesa. La declaración más feminista de Shelley en las Vidas francesas sucede cuando critica la novela de Jean-Jacques Rousseau Julie, or the New Heloise (1761), escribiendo que «sus ideas de una vida perfecta son singularmente defectuosas. No incluye instrucción alguna, la idea de adquirir conocimiento y refinar el alma estudiando; por el contrario, se restringe a meras tareas cotidianas».
Fueron enviadas sesenta copias revisadas de cada tomo, pero solo hubo una publicidad del primer volumen de las Vidas francesas, publicada en el Sunday Times. Los tomos fueron publicados ilegalmente en los Estados Unidos por Lea y Blanchard de Filadelfia y criticadas por Edgar Allan Poe en la revista Graham's Magazine en 1841. La describió como «una obra de mucho valor, considerada en forma separada como una introducción a la literatura francesa; sin embargo, por algún tiempo no será expedida por la prensa estadounidense».